# Off with Their Heads
Off with Their Heads är det tredje albumet av det engelska indierockbandet Kaiser Chiefs, och utgavs 20 oktober 2008. Den första singeln från albumet var "Never Miss a Beat", utgiven två veckor före albumet.
Albumet blev som bäst tvåa på UK Albums Chart.

## Låtlista
Alla spår skrivna av Nick Hodgson, Ricky Wilson, Andrew White, Simon Rix och Nick Baines.
1. "Spanish Metal" – 2:19
2. "Never Miss a Beat" – 3:08
3. "Like It Too Much" – 3:23
4. "You Want History" – 3:45
5. "Can't Say What I Mean" – 2:49
6. "Good Days Bad Days" – 2:53
7. "Tomato in the Rain" – 3:51
8. "Half the Truth" – 3:44
9. "Always Happens Like That" – 3:12
10. "Addicted to Drugs" – 3:53
11. "Remember You're a Girl" – 2:37